# Frittata
La frittata és un plat de la gastronomia italiana a base d'ous.

## Preparació i variants
Aquest plat és una mena de truita preparada amb verdures i patates.
A la barreja hom pot afegir pernil, formatge, bolets i/o pasta, entre altres ingredients, segons el gust i les receptes tradicionals de la zona. Normalment es prepara en una paella untada amb oli d'oliva o mantega, ans que en alguns llocs es fa coure al forn.

## Galeria

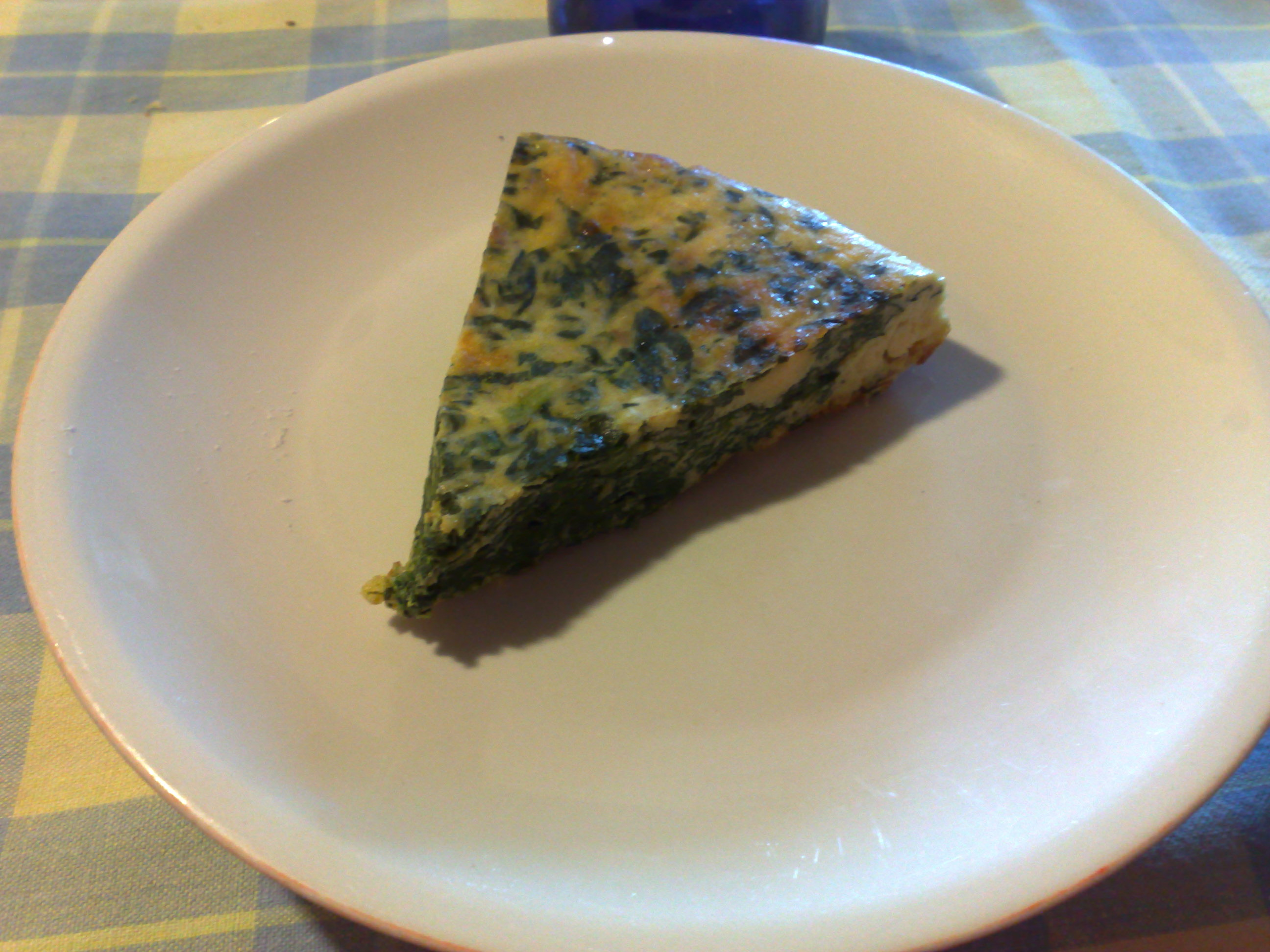
Frittata siciliana
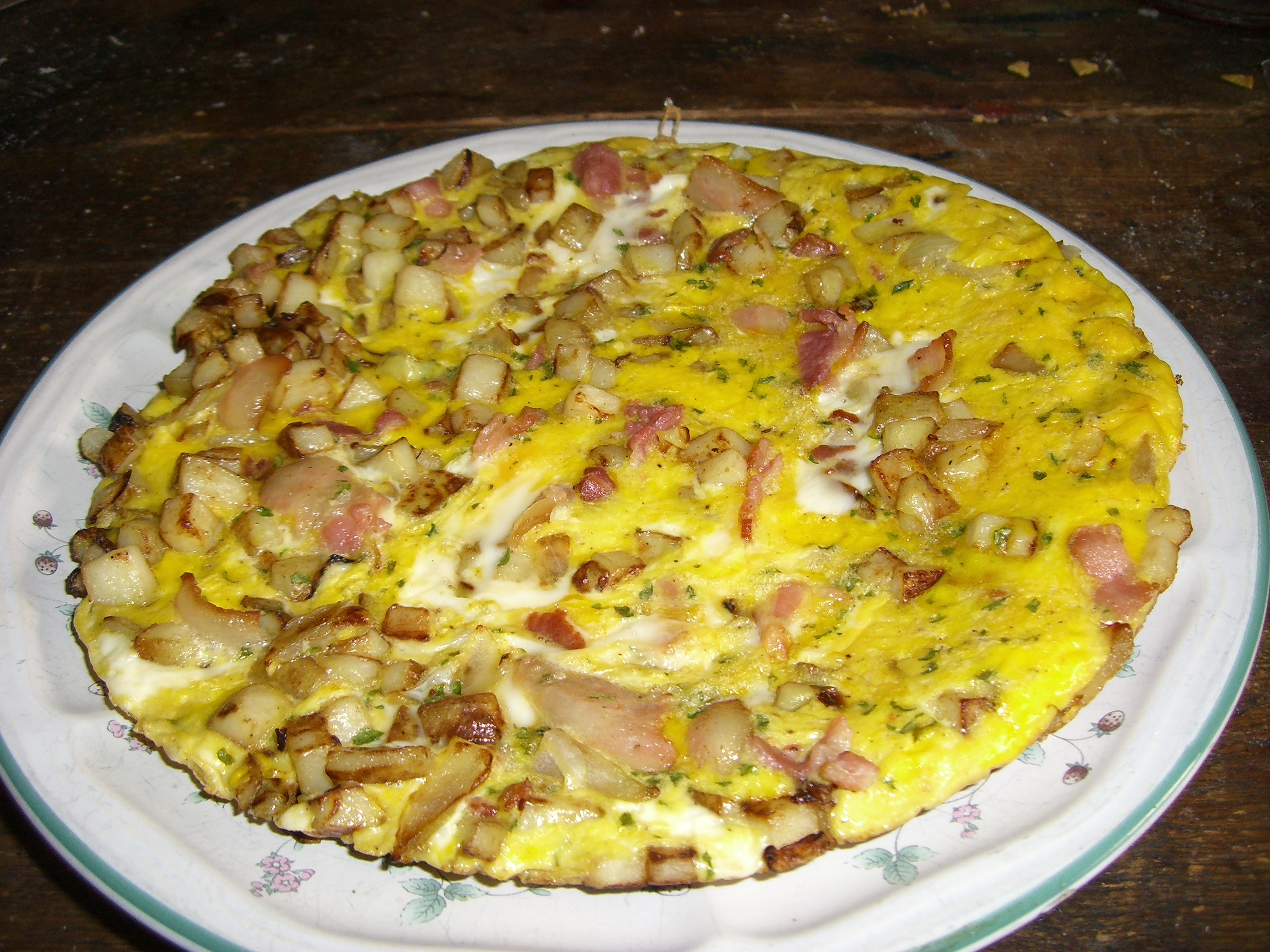
Frittata sencera en un plat
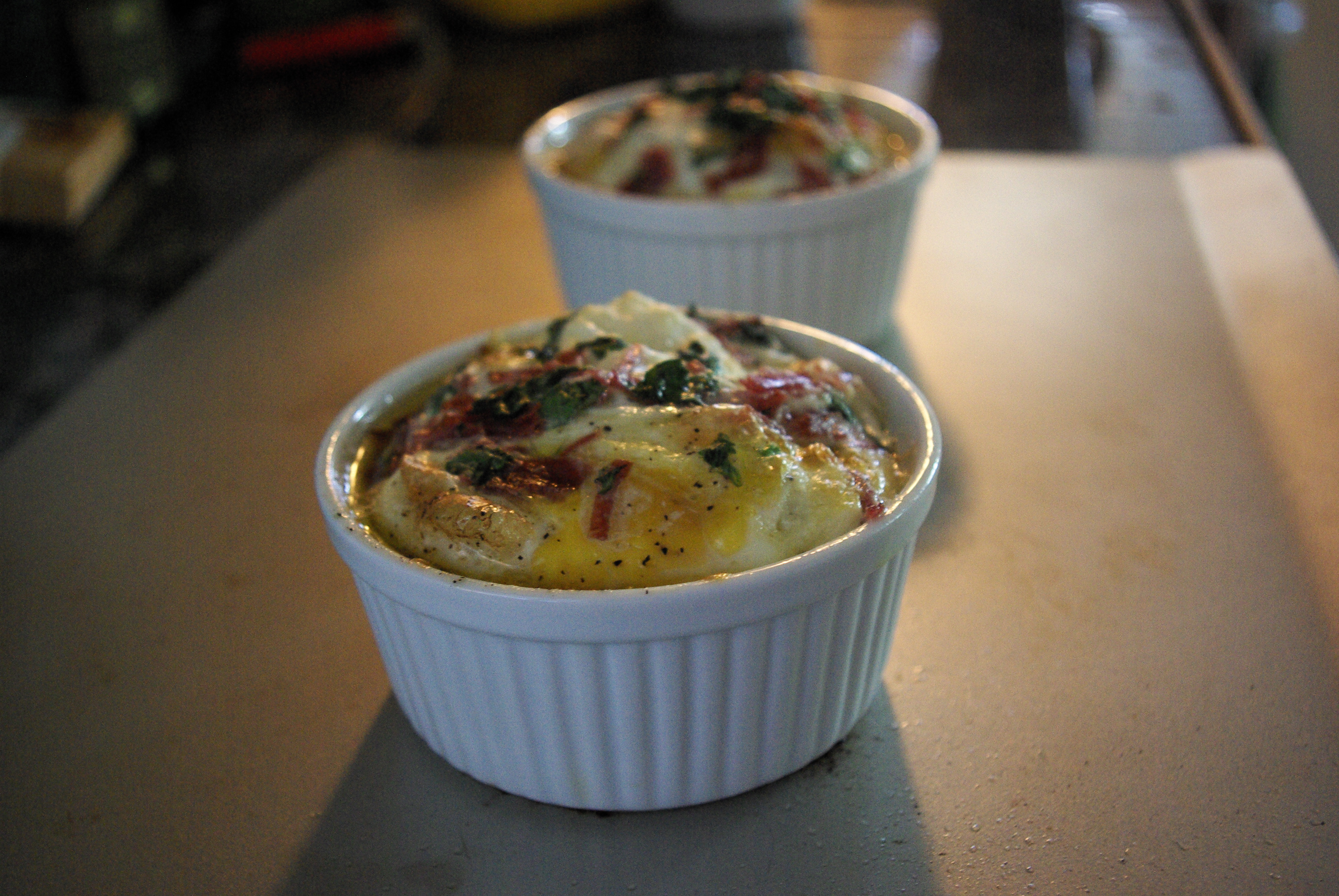
Frittata preparada al forn en un ramekin
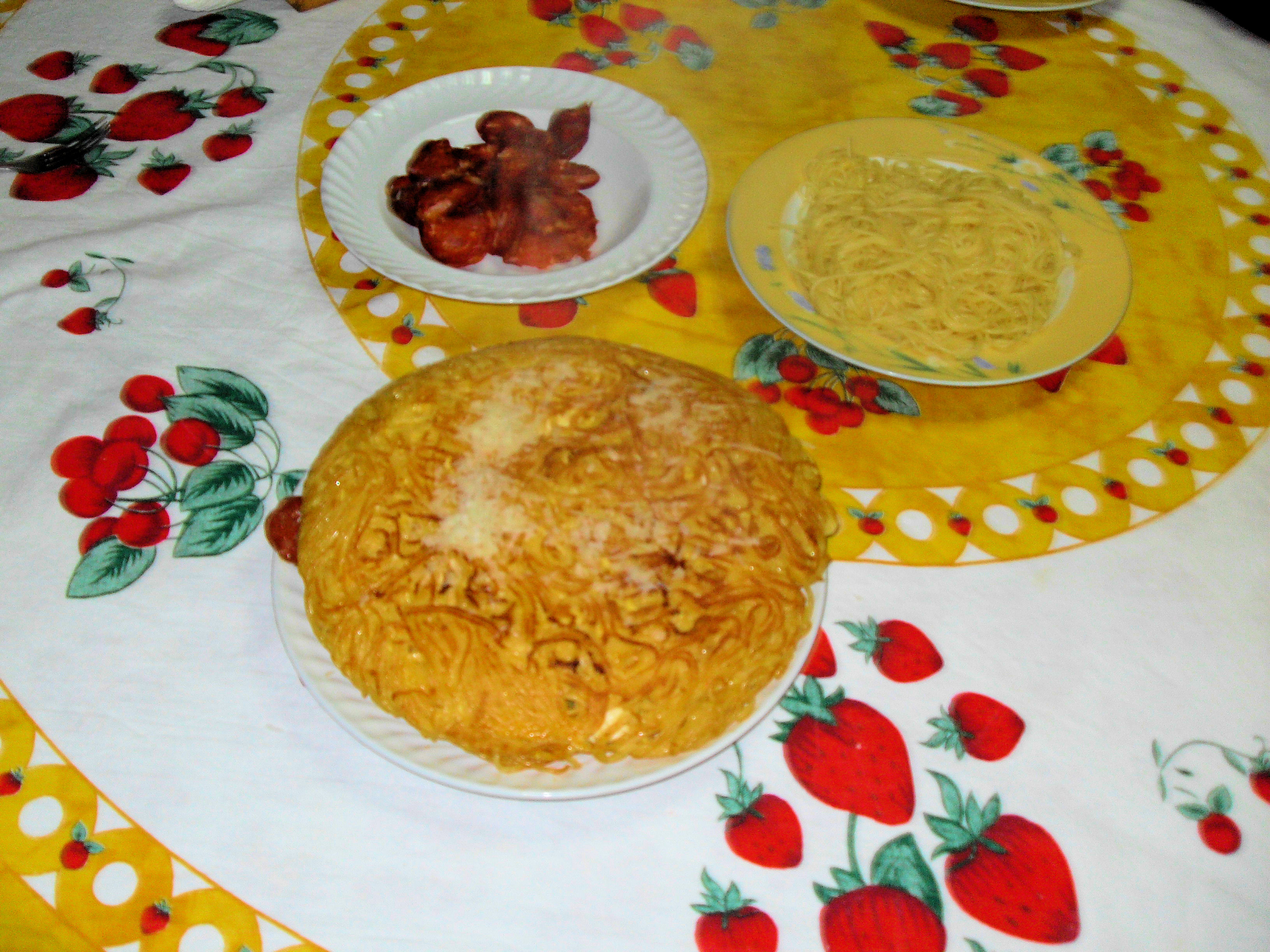
Frittata amb altres plats